# Joaquín Valdés
Joaquín Valdés (22 septembre 1906 - 30 août 1957) est un officier militaire salvadorien qui a été ministre de la Défense nationale de 1931 à 1935 et coprésident du Directoire civique en décembre 1931.

## Biographie
Joaquín Valdés est né le 22 septembre 1906 à San Salvador, au Salvador. Il rejoint l'armée salvadorienne et atteint le grade de colonel.
Le 2 décembre 1931, l'armée organise un coup d'État et renverse le président Arturo Araujo. Valdés et Osmín Aguirre y Salinas se nomment coprésidents du Directoire civique d'El Salvador. Le Directoire civique est dissous le 4 décembre 1931 et confié la présidence à l'ancien vice-président, le général de brigade Maximiliano Hernández Martínez,.
Hernández Martínez nomme Joaquín Valdés ministre de la Défense nationale le 4 décembre 1931. Il sert jusqu'au 1er mars 1935 lorsqu'il est remplacé par le général de brigade Andrés Ignacio Menéndez.
Joaquín Valdés est décédé à San Salvador, au Salvador, le 30 août 1957.